# ويتتشم (كامبريدجشير)
ويتتشم (بالإنجليزية: Witcham)‏ هي قرية و أبرشية مدنية تقع في المملكة المتحدة في إنجلترا. يقدر عدد سكانها بـ 429 نسمة .